# Hoa Lư
Hoa Lư (華閭) je bilo glavno mesto Vietnama od leta 968 do 1009. Leži v vasi Trường Yên Thượng v okrožju Hoa Lư v provinci Ninh Bình. Območje je eno od riževih polj, ki jih razbijajo apnenčaste gore, in je približno 90 km južno od Hanoja. Hoa Lư je skupaj s  stolnico Phát Diệm, Tam Cốc-Bích Động, templjem Bái Đính, Tràng An in Cúc Phương turistična destinacija v provinci Ninh Bình.
V poznem 10. stoletju je bil Hoa Lư glavno mesto ter gospodarsko, politično in kulturno središče Đại Cồ Việt, neodvisne vietnamske države, ki jo je leta 968 ustanovil lokalni vojskovodja Đinh Bộ Lĩnh (posmrtno znan kot Đinh Tiên Hoàng ali "Prvi cesar Dinh"), po letih državljanske vojne in nasilnem secesionističnem gibanju proti kitajski dinastiji Južni Han. Hoa Lư je bila domovina prvih dveh vietnamskih cesarskih dinastij: Đinh, ki jo je ustanovil Đinh Tiên Hoàng, in zgodnji Lê, ki jo je ustanovil Lê Đại Hành. Po padcu dinastije Lê je leta 1010 Lý Công Uẩn, ustanovitelj dinastije Lý, prestolnico prenesel v Thăng Long (danes Hanoj), Hoa Lư pa je postal znan kot »starodavna prestolnica«.
Glavno mesto Hoa Lư je pokrivalo površino 300 ha (3,0 km2), vključno z notranjo in zunanjo citadelo. Vključevalo je obrambne zemeljske nasipe, palače, templje in svetišča, obdano in zaščiteno pa je bilo z gorami apnenca. Danes starodavna citadela ne obstaja več in je ostalo le nekaj ostankov iz 10. stoletja. Obiskovalci si lahko ogledajo templje, zgrajene v čast cesarjev Đinh Tiên Hoànga in Lê Đại Hànha, njunih sinov, in kraljice Dương Vân Nga, ki je bila najprej poročena z Đinh Tiên Hoàngom in nato z Lê Đại Hànhom. Grobnica Đinh Tiên Hoàng je na bližnji gori Mã Yên, medtem ko grobnica Lê Đại Hànha leži ob vznožju gore.

## Lega in topografija
Starodavna prestolnica Hoa Lư je bila v ravni dolini med majhnimi, a strmimi apnenčastimi gorami, ki so ustvarile skoraj neprehodne ovire za promet ljudi. Številne gore so še danes dostopne le gorskim kozam, ki tavajo po tem območju.
Vladarji Đại Cồ Việt iz 10. stoletja so izkoristili to topografijo, da so oblikovali ograjene prostore, ki bi jih bilo še posebej težko napasti. Da bi zaprli vrzeli med apnenčastimi gorami, so ukazali zgraditi zemeljske nasipe, utrjene in zasidrane v mehko zemljo z lesenimi koli. Vsega skupaj je prestolnico varovalo deset delov obzidja, najdaljši je bil dolg 500 m, najkrajši pa 65 m. Visoki so bili približno 10 m in debeli 15 m. Več delov obzidja še vedno obstaja in so jih arheologi izkopali.
V času, ko je bil Hoa Lư prestolnica, obrambe Hoa Lư ni nikoli dejansko preizkusila sovražna vojska. Leta 972 je kralj Champa proti Hoa Lưju poslal floto, ki pa jo je opustošila nevihta, ko je poskušala vstopiti v rečni sistem z morja, in se je bila prisiljena vrniti domov z veliko izgubo. Leta 981 sta dve kitajski vojski iz dinastije Song vdrli v Đại Cồ Việt z namenom, da bi se sčasoma prebili proti jugu in zavzeli prestolnico, vendar sta bili ustavljeni in poraženi v severnem delu države.
Starodavna prestolnica Hoa Lư je bila sestavljena iz dveh ločenih ograjenih prostorov, notranje citadele, ki je bila na zahodu in zunanje citadele, ki je bila na vzhodu in je vključevala večino lokacij, ki jih obiskujejo turisti. Obe citadeli ločuje apnenčasta gora. Obe imata dostop do reke Hoàng Long (»zlati zmaj«), ki teče severozahodno od prestolnice in prek sistema rek povezuje Hoa Lư z morjem. V 10. stoletju so bila ob reki skoncentrirana bivališča navadnih ljudi, pa tudi trgi in skladišča, povezana z rečno trgovino.

## Spomeniki na območju
Na območju starodavne cesarske prestolnice Hoa Lư je več deset spomenikov, vključno z naslednjimi:
- Tempelj Đinh Tiên Hoànga
- Tempelj Lê Đại Hànha
- Grobnica Đinh Tiên Hoànga
- Grobnica Lê Đại Hànha
- Pagoda Nhật Trụ
- Tempelj Noi Lam
- Tempelj Bái Đính
- Jama Thiên Tôn
- Jame Trang An
- Dolga pagoda Ban

### Tempelj Đinh Tiên Hoàng
Tempelj, posvečen Đinh Tiên Hoàngu, so zgradili lokalni prebivalci v bližini središča stare prestolnice v čast Dinh Bo Linhu, prvemu cesarju Vietnama. Bộ Lĩnh je odraščal na tem območju sredi 10. stoletja med vladavino Ngô Quyềna, vojskovodje, ki je iz države izgnal kitajske okupatorje in se leta 938 razglasil za kralja. Bo Linh se je kmalu rodil v družini visokega uradnika razkril svoj talent za vladne in vojaške zadeve; legendarni so njegovi podvigi v otroštvu kot vodje lokalnih otrok, ki so vodili lažne vojne proti otrokom iz drugih vasi. Ko je dosegel zrelost, je postal močan vojskovodja. Po razpadu kratkotrajne dinastije Ngô, ki jo je ustanovil Ngô Quyền, je premagal dvanajst rivalskih vojskovodij, ponovno združil državo in leta 968 ustanovil prvo cesarsko dinastijo Vietnama. Na žalost, ker Đinh Tiên Hoàng ni poskrbel za urejeno nasledstvo, je bila država po njegovi smrti spet pahnjena v nemir, dokler reda ni ponovno vzpostavil Lê Hoàn, vrhovni general Bộ Lĩnha, ki je premagal svoje tekmece in ustanovil dinastijo Lê, vietnamsko drugo cesarsko dinastijo.
Tempelj Đinh Tiên Hoàng stoji na ozemlju nekdanje glavne palače kraljeve citadele. Lokacija je v slogu tien thuy hau son, ki vključuje načela phong thủy (kitajsko feng šui), z reko spredaj in goro zadaj. Tempelj je bil zasnovan v slogu noi cong ngoai quoc.

### Tempelj Lê Đại Hành
Tempelj Lê Đại Hànha je 200 m severno od templja Đinh Bộ Lĩnha, v ozadju pa je gora Den. Lê Hoàn je zasedel najvišji vojaški položaj v upravi Đinh Bộ Lĩnha. Ko je bil leta 979 Bộ Lĩnh umorjen, je njegov šestletni sin Đinh Toàn zasedel prestol, Lê Hoàn pa je bil njegov regent. Zaradi suma, da Lê Hoàn skrivaj načrtuje prevzem države, so se drugi vodilni možje uprli. Nemir, ki je sledil, je dvignil obrvi na dvoru kitajske dinastije Song, ki je iskala priložnost za ponovno uveljavitev oblasti nad Vietnamom po izgonu kitajskih sil s strani Ngô Quyềna leta 938. Lê Hoàn je premagal svoje tekmece in z bližajočo se kitajsko invazijo pridobil podporo za prevzem oblasti, se razglasil za cesarja in ustanovil dinastijo Lê. Poročil se je tudi z vdovo Đinh Tiên Hoànga Dương Vân Nga, materjo odstavljenega otroškega kralja Đinh Toàna. Leta 982 so njegove sile premagale in odvrnile dve kitajski vojski ter tako zagotovile nadaljnjo neodvisnost države. Po njegovi smrti leta 1005 je Lê Hoàn postal znan pod posmrtnim imenom Lê Đại Hành. Njegovi sinovi so se borili za nasledstvo in red ni bil vzpostavljen, dokler ni leta 1010  prevzel oblasti Lý Công Uẩn in razglasil dinastije Lý.
Arhitektura, umetnost in nabožni kipi templja Lê Đại Hành so podobni tistim v templju Đinh Tiên Hoàng. Konstrukcija nima kamnitih pragov in kamnov za oporo stebra kot tempelj cesarja Đinh Tiên Hoànga. Zato lahko razmišljamo o templju z ustreznim primerom arhitekture in kiparstva iz obdobja po dinastiji Lê.
Del Chinh Cung templja cesarja Lê Đại Hànha obsega pet strukturnih prostorov. V srednji komori je kip cesarja, ki sedi na svojem prestolu in nosi klobuk Binh Thien; njegov obraz je srčen. Kip je postavljen na podstavek. Na njegovi levi je kip cesarice Dương Vân Nga, ki je bila žena, najprej Đinh Tiên Hoànga, kasneje pa Lê Đại Hànha. Kip cesarice Dương Vân Nga ima debelušen in očarljiv obraz, rdečo kožo in številne poteze Vietnamk tistega časa. Njena zunanja obleka je izklesana z mehkimi gubami, zrahljanimi tako, da razkrijejo notranjost bluze s posebnimi vzorci. Njen kip prikazuje ženske vrline in mladostne lastnosti, oblikovane tako, da projicirajo podobo navdušene, nadarjene in lepe ženske.

### Tempelj Nhật Trụ
Gradnjo Chùa Nhật Trụ (»Pagoda prvega stebra«) je ukazal cesar Lê Hoàn. Kasneje je cesar Lý Thái Tông ukazal zgraditi podoben tempelj v Hanoju. Tempelj še vedno obstaja in hrani številne artefakte iz 10. in 11. stoletja. Ena najvidnejših izvirnih značilnosti arhitekture je kamniti steber na dvorišču templja.

### Tempelj Đinh Tiên Hoàngove hčerke
Majhen tempelj v bližini pagode Nhật Trụ je posvečen hčerki Đinh Bộ Lĩnha. Ko je Đinh Bộ Lĩnh zaposlil nadarjenega dvornega uradnika Ngo Khanha, je princeso dal v zakon s Khanhom. Vendar sta uradnik in princesa pobegnila v sosednje Kraljestvo Champa na jugu. Leto pozneje se je princesi uspelo vrniti domov na cesarski dvor; vendar so jo za kazen vrgli v zapor in na koncu poslali v pagodo Nhat Tru, da bi postala nuna. Ko je bil njen oče cesar leta 979 umorjen, je princesa naredila samomor tako, da je skočila v vodnjak blizu pagode. Pagoda je vodnjak posvetila njej v čast.

### Jama Thiên Tôn
Legenda pravi, da se je Đinh Bộ Lĩnh podal v to jamo in prejel orakelj, medtem ko se je boril za nadzor nad državo z dvanajstimi rivalskimi vojskovodji. Daroval je lokalnemu božanstvu, ki je napovedalo, da bo Bộ Lĩnh na koncu premagal vse sovražnike. Orakelj se je izkazal za resničnega: leta 968 je Đinh Bộ Lĩnh premagal zadnjega od dvanajstih vojskovodij in združil državo pod svojo osebno oblastjo kot prvi cesar Vietnama.
Celotno območje jame predstavlja spokojen prizor s številnimi sadnimi drevesi. Jama Thiên Tôn ima dve komori: zunanja komora je velika, notranja pa ožja. Zunanja komora jame je posvečena čaščenju Bude; notranja jama je kraj, kjer častijo nesmrtnike. Tako je Thiên Tôn dvoverski kompleks, ki združuje budistični element zunanje komore in daoistični element notranjega kompleksa. V jami so prikazani številni dragoceni predmeti, kot je zvon, ulit v času vladavine cesarja Lê Hiển Tônga iz poznejše dinastije Lê, kip Thiên Tôna ter skupine lakiranih in pozlačenih budističnih kipov. Edinstvena značilnost jame Thiên Tôn je, da so bili vsi predmeti čaščenja in arhitekturni detajli, vključno s stebri in oltarji, izklesani v skalah s stiliziranimi podobami zmajev, motivi dinastije Lý.

## Letni festival Hoa Lư
Hoa Lư gosti letni festival v tretjem mesecu luninega leta. Procesija, ki se začne ob reki Hoang Long, se vije do templjev obeh kraljev, Đinh Tiên Hoàng (Đinh Bộ Lĩnh) in Lê Đại Hành (Lê Hoàn). Festival vključuje obrede, igre in sejem. Spominja se na zgodovino Vietnama med letom 968, letom, ko se je Đinh Bộ Lĩnh razglasil za cesarja, in letom 1010, letom, ko je Lý Công Uẩn preselil prestolnico iz Hoa Lưja na območje Hanoja. Lokalno prebivalstvo vasi Truong Yen pripravi predstavo o otroških podvigih Đinh Tiên Hoànga.

## Galerija
- Most na ulici Hoa Lư na vzhodu.
- Vhod v tempelj cesarja Đinh Tiên Hoànga
- Polmesečevo jezero v templju cesarja Đinha
- Festival stare prestolnice Hoa Lư
- Vrata v starodavno prestolnico Hoa Lư
- Letni festival Đinh in Lê cesarjev, slovesnost na dvorišču templja Đinh Tiên Hoànga.